# Sue Monk Kidd
Pour les articles homonymes, voir Monk et Kidd.
Œuvres principales
- Le Secret des abeilles
- L'Invention des ailes

Sue Monk Kidd, née le 12 août 1948 à Sylvester (Géorgie), est une romancière et essayiste américaine. Son best-seller, Le Secret des abeilles (The Secret Life of Bees), est traduit en trente-six langues.

## Enfance
En 1970, elle est diplômée d'un Bachelor en soins infirmiers de la Texas Christian University. Elle travaille comme infirmière et professeure au Medical College of Georgia. Arrivé à la trentaine, elle décide de prendre des cours d'écriture à l'Université Emory et au College Anderson. En 2016, la Texas Christian University lui décerne un diplôme honoraire de Docteur ès Lettres.
En 1990 paraît son premier ouvrage, When the Hearts Waits suivi de God's Joyful Surprise, deux essais sur la spiritualité. En 1996, elle publie The Dance of the Dissident Daughter, une autobiographie sur sa découverte de la théologie féministe. Ils ont été réunis dans une édition intégrale en 2007.
À 42 ans, elle se tourne finalement vers la fiction et publie son premier roman en 2002, Le Secret des abeilles, qui devient un phénomène littéraire, passant près de deux ans et demi sur la liste des best-sellers du New York Times. En outre, le roman est adapté au cinéma par Gina Prince-Bythewood en 2009 sous le titre français Le Secret de Lily Owens (The Secret Life of Bees) puis sous forme de comédie musicale en 2019 par l'Atlanta Theater Company.
Son troisième roman, L'Invention des ailes, se base sur la vie de Sarah Grimké, une abolitionniste et pionnière des droits des femmes du XIXe siècle. Lors de sa parution, il atteint la première place de la liste des best-sellers du New York Times et y reste pendant neuf mois. Il est traduit en plus de vingt langues. À sa sortie, The Guardian le compare même à Beloved de Toni Morrison ainsi qu'à Douze ans d'esclavage de Solomon Northup.
En avril 2020, elle sort un nouveau roman intitulé The Book of Longings dans lequel on suit Ana, une jeune femme vivant en Galilée où elle rencontre Jésus de Nazareth alors qu'il n'a que 18 ans. Sue Mon Kidd imagine alors ce que serait alors le monde si Jésus s'était marié et la place et les difficultés des femmes au Ier siècle. C'est sa quatrième œuvre de fiction publiée. 
Sue Monk Kidd est membre du Writers Council for Poets & Writers, Inc.
Une grande partie de ses œuvres s'intéresse à des destins de femmes, elle considère la prise en main de leur destin par les femmes comme capitale.

## Œuvres
- (en) God's Joyful Surprise: Finding Yourself Loved, 1988
- (en) When the Heart Waits: Spiritual Direction for Life's Sacred Questions, 1990
- (en) The Dance of the Dissident Daughter: A Woman's Journey from Christian Tradition to the Sacred Feminine, 1996
- Le Secret des abeilles, 2004 ((en) The Secret Life of Bees, J.C. Lattès, 2002)
- Le Vol des aigrettes, J.C. Lattès, 2007 ((en) The Mermaid Chair, 2005)
- (en) Firstlight: The Early Inspirational Writings of Sue Monk Kidd, 2006
- (en) Traveling with Pomegranates: A Mother-Daughter Journey to the Sacred Places of Greece, Turkey and France, 2009
- L'Invention des ailes, 2015 ((en) The Invention of Wings, J.C. Lattès, 2014)
- (en) The Book of Longings, 2019